# Тесторф-Штайнфорт
Тесторф-Штайнфорт (нім. Testorf-Steinfort) — громада в Німеччині, розташована в землі Мекленбург-Передня Померанія. Входить до складу району Північно-Західний Мекленбург. Складова частина об'єднання громад Грефесмюлен-Ланд.
Площа — 23,86 км2. Населення становить 642 ос. (станом на 31 грудня 2020).

## Галерея

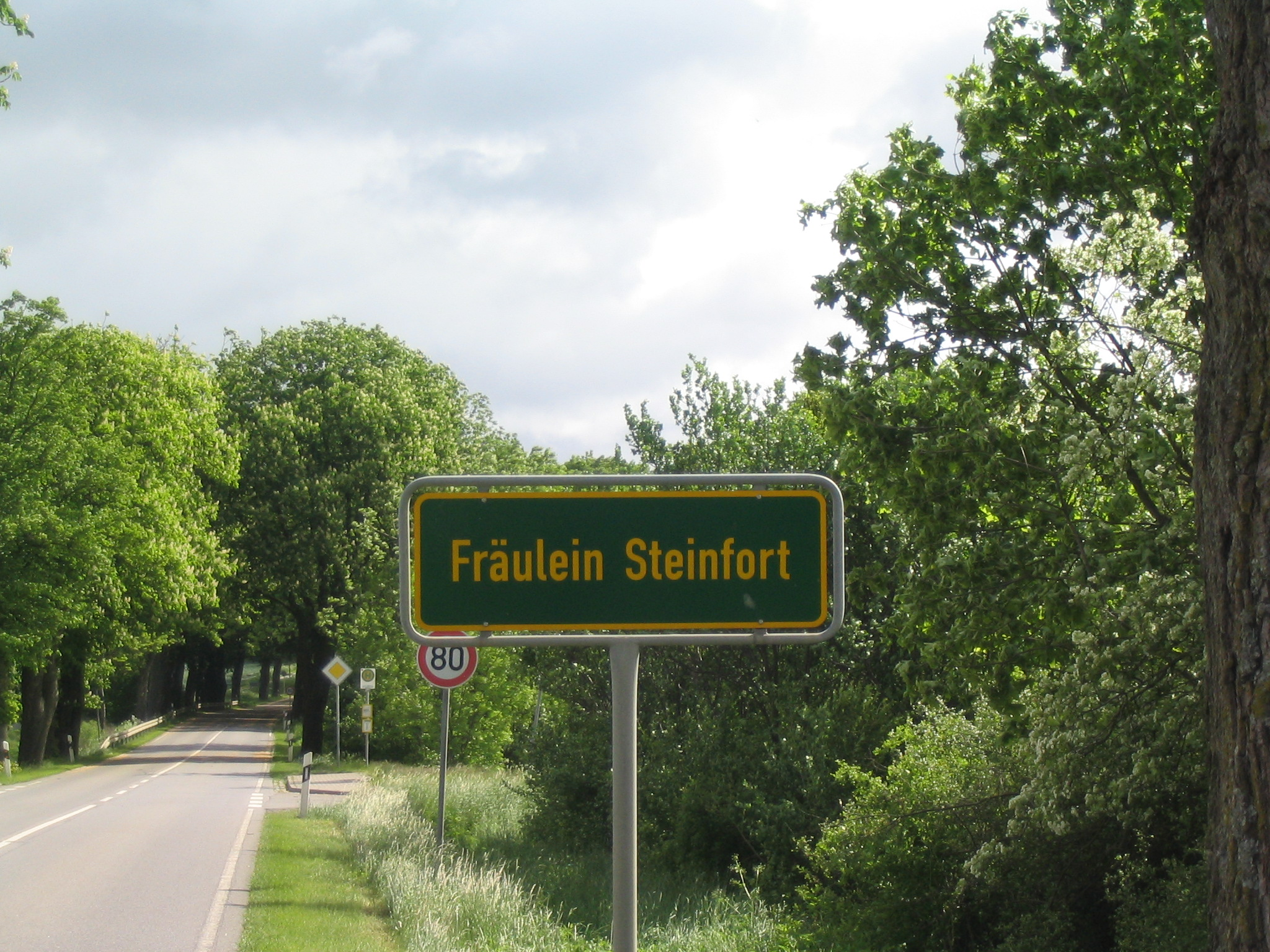